# خدمة ترحيل الفيديو

علامة مترجم الفيديو المستخدمة في المواقع التي تقدم خدمات في آر أس أو في آر آي.

خدمة ترحيل الفيديو أو خدمة نقل الفيديو (في آر أس) (بالإنجليزية: video relay service (VRS)) والمعروفة أحيانًا أيضًا باسم خدمة ترجمة الفيديو (في آي أس) (بالإنجليزية: video interpreting service (VIS)) هي خدمة اتصالات فيديو تسمح للأفراد الصم وضعاف السمع وضعاف الكلام (دي-أتش أو أتش-أس آي) بالتواصل عبر هواتف الفيديو والتقنيات المماثلة مع الأشخاص الذين يسمعون في الوقت الفعلي عبر مترجم لغة الإشارة.
يتم إجراء خدمة ترجمة فيديو مماثلة تسمى الترجمة عن بعد عبر الفيديو (في آر آي) من خلال منظمة مختلفة تسمى غالبًا "مزود خدمة الترجمة الفورية عبر الفيديو" (في آي أس بيه).

حيث أن في آر أس هو شكل أحدث من أشكال خدمة الاتصالات لمجتمع دي-أتش أو أتش-أس آي، والذي بدأ في الولايات المتحدة في وقت سابق في عام 1974 باستخدام تقنية غير-فيديو أبسط تسمى خدمة ترحيل الاتصالات والمعروفة أيضًا باسم "تي آر أس" أو ببساطة "خدمة الترحيل".
أصبحت خدمات في آر أس متطورة على المستوى الوطني في السويد منذ عام 1997 وأيضًا في الولايات المتحدة منذ عام 2003. باستثناء السويد تم توفير خدمة في آر أس في أوروبا لبضع سنوات فقط منذ منتصف العقد الأول من القرن الحادي والعشرين واعتبارًا من عام 2010 لم يتم توفيرها في العديد من بلدان الاتحاد الأوروبي حيث لا تزال معظم البلدان الأوروبية تفتقر إلى التشريع أو التمويل لخدمات في آر أس على نطاق واسع وتوفير معدات الاتصالات اللازمة للمستخدمين الصم. وتعد فرنسا وألمانيا ودول الشمال الأوروبي من بين القادة الآخرين في أوروبا في حين تعد الولايات المتحدة رائدة عالمية أخرى في توفير خدمات الفي آر أس.

## التوقيع الميسر بواسطة الاتصالات
كان أحد المظاهرات الأولى لقدرة الاتصالات عن بعد على مساعدة مستخدمي لغة الإشارة على التواصل مع بعضهم البعض عندما تم تقديم هاتف الفيديو الخاص بشركة إيه تي آند تي (المسجل باسم "الهاتف المصور") للجمهور في معرض نيويورك العالمي عام 1964 - حيث تمكن مستخدمان أصم من التواصل بحرية مع بعضهما البعض بين المعرض ومدينة أخرى. كما أجرت جامعات ومنظمات أخرى مختلفة بما في ذلك منشأة مارتليشام التابعة لشركة بريتيش تيليكوم أبحاثًا موسعة حول التوقيع عبر الهاتف المرئي. لقد تعطل استخدام لغة الإشارة عبر الهاتف المرئي لسنوات عديدة بسبب صعوبة استخدامها عبر خطوط الهاتف النحاسية التناظرية البطيئة بالإضافة إلى التكلفة العالية لخطوط الهاتف آي أس دي أن (البيانات) ذات الجودة الأفضل. وقد اختفت هذه العوامل إلى حد كبير مع إدخال برامج ترميز الفيديو الأكثر كفاءة وظهور بيانات آي أس دي أن عالية السرعة ومنخفضة التكلفة وخدمات آي بي (الإنترنت) في تسعينيات القرن العشرين.

### تطورات القرن الحادي والعشرين
حدثت تحسينات كبيرة في جودة خدمة مكالمات الفيديو للصم في الولايات المتحدة في عام 2003 عندما طورت شركة سورنسون ميديا (المعروفة سابقًا باسم شركة سورنسون فيجن)، وهي شركة ترميز برامج ضغط الفيديو طراز في بي-100 الخاص بها وهو هاتف فيديو مستقل خصيصًا لمجتمع الصم. وقد تم تصميمه لإخراج الفيديو إلى تلفزيون المستخدم من أجل خفض تكلفة الشراء، وتقديم التحكم عن بعد وترميز ضغط الفيديو القوي للحصول على جودة فيديو لا مثيل لها وسهولة الاستخدام مع خدمات نقل الفيديو. وقد أدت المراجعات الإيجابية بسرعة إلى استخدامه على نطاق واسع في المؤسسات التعليمية للصم ومن ثم إلى مجتمع الصم الأكبر.
إلى جانب أجهزة الفيديو عالية الجودة المماثلة التي قدمتها شركات تصنيع الإلكترونيات الأخرى وتوافر الإنترنت عالي السرعة وخدمات نقل الفيديو المدعومة التي أقرتها لجنة الاتصالات الفيدرالية الأمريكية في عام 2002 شهدت خدمات في أر أس للصم نموًا سريعًا في ذلك البلد.

### الاستخدام في الوقت الحاضر

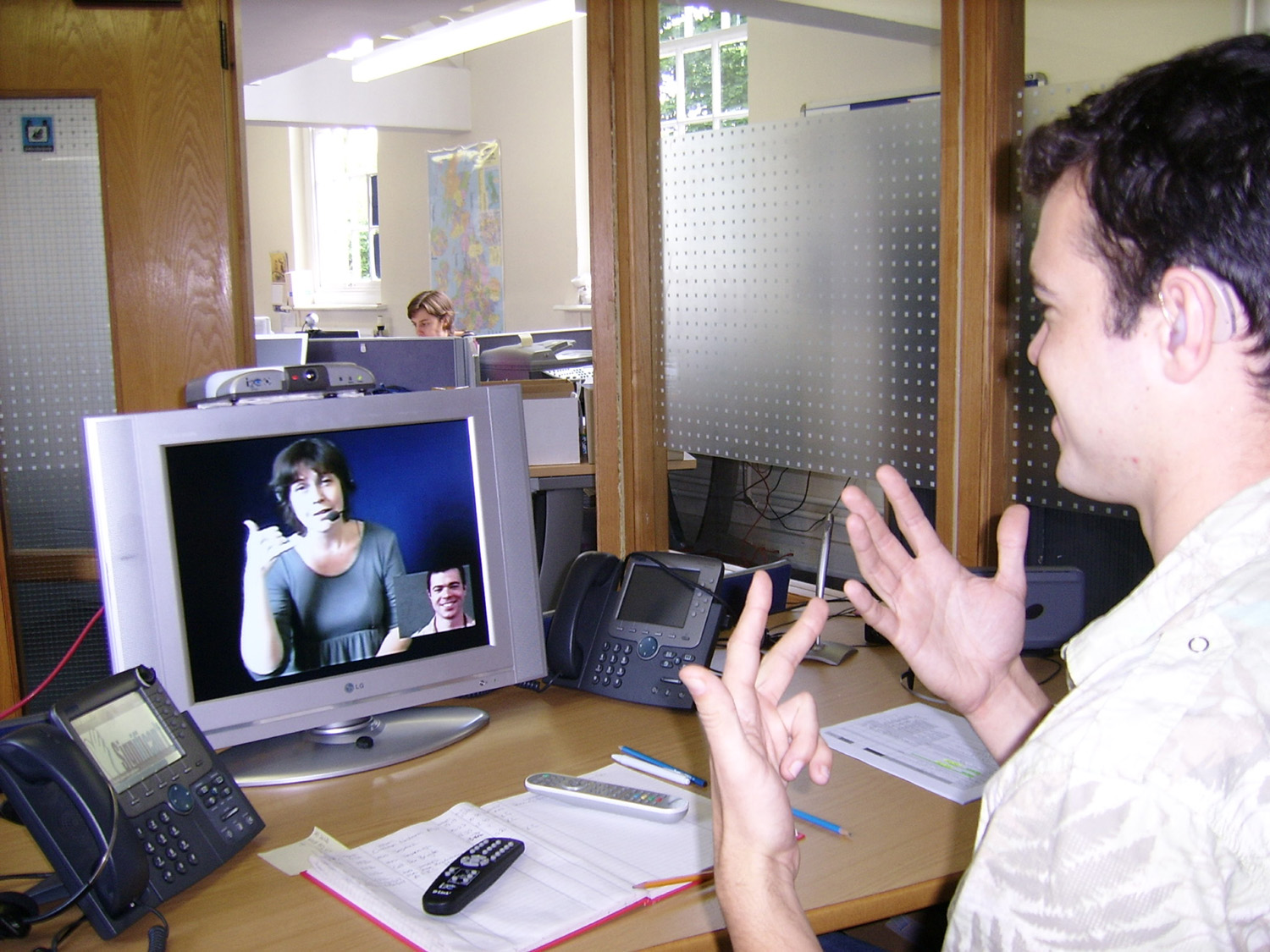
شخص أصم أو ضعيف السمع في مكان عمله يستخدم نظام في أر أس للتواصل مع شخص سليم السمع في لندن.

وباستخدام مثل هذه المعدات الفيديوية يستطيع الصم وضعاف السمع وضعاف الكلام التواصل فيما بينهم ومع الأفراد الذين يسمعون باستخدام لغة الإشارة . تقوم الولايات المتحدة وعدة دول أخرى بتعويض الشركات مقابل تقديم خدمة نقل الفيديو (في أر أس). يمكن استخدام معدات الاتصالات للتحدث مع الآخرين عبر مترجم لغة الإشارة، والذي يستخدم هاتفًا تقليديًا في نفس الوقت للتواصل مع الطرف الآخر من الشخص الأصم. كما يتم استخدام معدات الفيديو لإجراء ترجمة لغة الإشارة في الموقع عبر الترجمة عن بعد عبر الفيديو (في آر آي). إن التكلفة المنخفضة نسبيا والتوافر الواسع النطاق لتكنولوجيا الهاتف المحمول من الجيل الثالث مع إمكانية إجراء مكالمات الفيديو قد أعطى للمستخدمين الصم وضعاف السمع قدرة أكبر على التواصل بنفس السهولة التي يتواصل بها الآخرون. وقد بدأ بعض مشغلي شبكات الهاتف اللاسلكي في توفير بوابات لغة الإشارة المجانية.
تعتبر خدمات ترجمة لغة الإشارة عبر في آر أس أو في آر آي مفيدة في الوقت الحاضر عندما يكون أحد الطرفين أصمًا أو ضعيف السمع أو يعاني من ضعف الكلام (أبكم). في مثل هذه الحالات يكون تدفق الترجمة عادةً داخل نفس اللغة الرئيسية مثل لغة الإشارة الفرنسية (أل أس أف) إلى الفرنسية المنطوقة، ولغة الإشارة الإسبانية (أل أس إي) إلى الإسبانية المنطوقة، ولغة الإشارة السويدية (أس أس أل) إلى السويدية المنطوقة، ولغة الإشارة الألمانية (دي جي أس) إلى الألمانية المنطوقة، ولغة الإشارة البريطانية (بي أس أل) إلى الإنجليزية المنطوقة، ولغة الإشارة الأمريكية (إيه أس أل) أيضًا إلى الإنجليزية المنطوقة (نظرًا لأن بي أس أل وإيه أس أل مختلفان تمامًا عن بعضهما البعض) وهكذا.
تتطلب ترجمة لغة الإشارة جهدًا كبيرًا من جانب المترجم، نظرًا لأن لغات الإشارة هي لغات طبيعية متميزة لها بنائها ودلالاتها وقواعدها النحوية الخاصة، والتي تختلف عن النسخة السمعية من نفس اللغة الرئيسية.
يتوفر أيضًا مترجمو لغة الإشارة متعددو اللغات والذين يمكنهم أيضًا الترجمة عبر اللغات الرئيسية (مثل الترجمة من الإسبانية المنطوقة إلى الإنجليزية المنطوقة إلى لغة الإشارة الأمريكية والعكس) وإن كان ذلك بشكل أقل تواترًا.
من خلال الترجمة عبر الفيديو يعمل مترجمو لغة الإشارة عن بعد باستخدام بث الفيديو والصوت المباشر، بحيث يتمكن المترجم من رؤية الطرف الذي يوقع والتحدث مع الطرف الذي يسمع ويتحدث والعكس صحيح. على غرار الترجمة الهاتفية يمكن استخدام الترجمة عبر الفيديو في المواقف التي لا يتوفر فيها مترجمون في الموقع. ومع ذلك لا يمكن استخدام الترجمة عبر الفيديو في المواقف التي يتحدث فيها جميع الأطراف عبر الهاتف فقط. تتطلب ترجمة في آر أس و في آر آي من جميع الأطراف أن يكون لديهم المعدات اللازمة . تمكّن بعض المعدات المتقدمة المترجمين من التحكم في كاميرا الفيديو عن بعد من أجل تكبير وتصغير الصورة أو توجيه الكاميرا نحو الطرف الذي يقوم بالتوقيع.

### شروط عمل المترجم
تم توثيق تجارب غير مواتية لمترجمي الفيديو في الولايات المتحدة والمملكة المتحدة.

## نشر في آر أس في جميع أنحاء العالم

### بائعي منصة خدمة ترحيل الفيديو
تعتمد خدمات ترحيل الفيديو على ثلاثة عوامل رئيسية: مترجمو لغة الإشارة وإدارة مركز الاتصال (خدمة العملاء وإدارة مركز الاتصال) ومزود المنصة (تطبيق الهاتف المحمول والخوادم).

### كندا
أصدرت لجنة الاتصالات والراديو والتلفزيون الكندية التنظيمية (سي آر تي سي) أمرًا سياسيًا في 21 يوليو 2009 يتطلب من مقدمي خدمات الاتصالات اللاسلكية وخدمات في أو آي بيه الكندية تنفيذ خدمات نقل النصوص المستندة إلى آي بي بحلول 21 يوليو 2010 كما أرجأت أيضًا اتخاذ قرار بشأن التوفير الوطني لخدمات نقل الفيديو باللغتين الرسميتين (إيه أس أل وأل أس كيو) لمدة ثلاث سنوات. وفقًا لمنظمات مجتمع الصم فإن كندا تتخلف كثيرًا عن جارتها الولايات المتحدة فيما يتعلق بخدمة نقل الفيديو للصم وضعاف السمع والصم المكفوفين وضعاف الكلام.
انتهى مشروع تجربة خدمة نقل الفيديو الذي تديره شركة تيلوس بالتعاون مع شركة سورنسون كمقدم خدمة في 15 يناير 2012. كان المشروع التجريبي الذي استمر لمدة 18 شهرًا، متاحًا لحوالي 300 مشارك في كولومبيا البريطانية وألبرتا وتكلف أكثر من 3 مليارات دولار مليون (دولار كندي).
أصدرت هيئة تنظيم الاتصالات الكندية (سي آر تي سي) أمرًا سياسيًا في 22 أبريل 2014 وقررت أنه يجب تقديم خدمة في آر أس في كندا بدءًا من خريف عام 2015 تحت إشراف وتنفيذ مسؤول مستقل عن خدمة في آر أس (الآن المسؤول الكندي عن خدمة نقل الفيديو - سي إيه في).
افتتحت سي إيه في خدمة نقل الفيديو في كندا - المسماة أس آر في كندا في آر أس - للتسجيل في 28 سبتمبر 2016
في البداية قدمت شركة أس آر في كندا في آر أس خدمة لمدة 12 ساعة في أيام الأسبوع (من الساعة 6 صباحًا حتى 6 مساءً بتوقيت المحيط الهادئ وبالتالي بالنسبة للمناطق الزمنية اللاحقة) وخدمة لمدة 8 ساعات في عطلات نهاية الأسبوع (من الساعة 8 صباحًا حتى 4 مساءً بتوقيت المحيط الهادئ). تمت زيادة ساعات الخدمة تدريجيًا أولاً في 3 أبريل 2017 ثم في 3 يوليو 2017. في 2 أكتوبر بدأت الخدمة على مدار الساعة طوال أيام الأسبوع طوال العام.

### الدنمارك
يتم حاليًا توفير خدمة بث الفيديو في الدنمارك بواسطة تيجنكوم و12K استوديو (12K A/S).
تم إنشاء تيجنكوم في عام 2005 كمشروع بالتعاون مع إيه أم سي نورد (بلدية آرهوس) وتم تقديمه فقط للأشخاص الصم في مكان عملهم. لا يمكن استخدام الخدمة إلا على الوحدات التي تعمل بنظام ويندوز مع ترخيص الاستخدام للبرنامج المثبت مسبقًا (أم أم إكس).
تم إنشاء وتمويل 12K استوديو في عام 2011 من قبل شركة ترجمة لغة الإشارة الوطنية، 12K A/S. يمكن استخدام الخدمة على الأجهزة التي تعمل بنظام ويندوز وأو أس X/آي أو أس ولينوكس وأندرويد (الكمبيوتر الشخصي وماك والهواتف الذكية) مع تطبيق سكايب و/أو فيس تايم. يتم تقديم خدمة 12K استوديو في المقام الأول للأشخاص الصم في مكان عملهم ولكن يمكن أيضًا استخدامها بشكل خاص مجانًا.

### فرنسا
هناك خمس شركات تقدم خدمة في أر أس في فرنسا. في 7 أكتوبر 2016 نص قانون الجمهورية الرقمية (لوا بوغ ن غيبابليك نيميغيك) على ضرورة أن تكون خدمات الهاتف متاحة للأشخاص الصم وضعاف السمع والصم المكفوفين وضعاف السمع، من خلال توفير نظام تسجيل الصوت للغة الإشارة والكلام الموجه ونقل النص ونقل الكلام. ويقسم القانون هذا الشرط بين ثلاثة قطاعات رئيسية: شركات الاتصالات والشركات الكبرى والخدمات العامة. وتتولى هذه الشركات تغطية تكلفة الخدمة مما يجعلها مجانية للمستخدمين النهائيين. بدأت شركات الاتصالات الرئيسية التابعة لاتحاد الاتصالات الفرنسي ( FFTélécoms ) في تقديم الخدمات في أكتوبر 2018 من خلال تطبيق روجرفويس. لا تمتثل الشركات الكبرى والخدمات العامة بشكل موحد لهذا الشرط وتلك التي تفعل ذلك لا توفر سوى امتثال جزئي وعادة ما تعتمد على أحد مقدمي الخدمات الخارجيين الخمسة الموجودين (سوردلاين وديفي وإليوز وأكسيو وروجرفويس).
لا يزال الامتثال القانوني يشكل تحديًا في فرنسا مع عدم رضا جميع الأطراف على مستوى العالم. في نوفمبر 2021 تم إعداد تقرير بتكليف من الحكومة ونفذته أطراف مدنية بما في ذلك المنظمات غير الحكومية والجمعيات وصياغة قائمة بالمقترحات لتحسين الخدمات. مع التركيز على تمكين المستخدمين النهائيين من اختيار مزود الخدمة الذي يرغبون في إجراء المكالمات معه (بدلاً من قيام شركات الاتصالات أو مراكز الاتصال بفرض مزود خدمة معين). وتحمل التوصيات سمات مماثلة لتلك الموجودة في برنامج تي آر أس في الولايات المتحدة. اعتبارًا من عام 2024 لا يزال الإصلاح جاريًا ومن المتوقع أن يتم تنفيذه بحلول عام 2025.

### ألمانيا
في الوقت الحالي يوجد في ألمانيا اثنان من مقدمي خدمات في آر أس وفي آر آي: وهما تيس وتيلي ساين. تم إنشاء تيس في عام 2005 من قبل اتحاد دويتش غوزيلشفت در هوغوداشيتشن (الجمعية الألمانية لضعاف السمع)، ودويتشه تيليكوم ووكالة الشبكة الفيدرالية (الوكالة الفيدرالية لتنظيم البنية التحتية) والعديد من الجمعيات الأخرى. وقد قدمت شركة دويتشه تيليكوم التمويل الأولي لمشروع الجدوى الذي بدأ في عام 2006.
حيث يجب على العملاء الصم وضعاف السمع الذين يستخدمون نظام في آر أس لإجراء مكالمات خاصة التسجيل في تيس وترتيب طريقة الدفع. ويدفعون 14 سنتًا من اليورو في الدقيقة لنقل الرسائل النصية و14 سنتًا من اليورو في الدقيقة لنقل الفيديو. ويعمل نظام تيس على مدار الساعة (24/7).
توفر شركة تيليساين خدمة النقل المرئي المتكامل وخدمة الترجمة عن بعد بالفيديو للعملاء الصم وضعاف السمع في العمل. ويجب على العملاء التقدم بطلب إلى وكالة التكامل للحصول على هواتف الفيديو والأموال. حيث يبلغ الاشتراك 220 يورو شهريًا مع 1.7 يورو لكل دقيقة من خدمة نقل الفيديو. وتقوم وكالة التكامل بتقييد حجم المكالمات الشهرية إلى 100 دقيقة لكل عميل. وتبدأ خدمة تيلي ساين من الساعة الثامنة صباحًا حتى الساعة السادسة مساءً.
أضافت شركة تيس نظام في آر أس/في آر آي المرتبط بالعمل بهدف مواجهة طلب وكالة التكامل للتبديل من تيليساين إلى خدمة تيس "الأرخص".
على الرغم من توافر مقدمي خدمات في آر أس في ألمانيا منذ عام 2006 فإن استخدام في آر أس منخفض للغاية مقارنة بالدول الأخرى (لا يزيد عن 3000 عميل من أصل 80 ألف شخص أصم). وتشتهر وكالة التكامل برفض الطلبات عدة مرات على أساس عامل "التكلفة والفائدة": وتزعم الوكالة أن بعض العملاء الصم لا يقومون بإجراء مكالمات كافية عبر نظام في آر أس شهريًا لتبرير التكلفة أو أن طبيعة العمل لا تبرر الحاجة إلى نظام في آر أس وأجهزة الهاتف المرئي. ولا يتلقى المتصلون الصم وضعاف السمع الذين يستخدمون خدمة في آر أس لإجراء مكالمات خاصة أي شكل من أشكال التعويض عن مكالمات في آر أس.
تكتسب الحركة الشعبية زخمًا متزايدًا في الضغط من أجل دعم خدمة الراديو المجانية في ألمانيا من خلال مساهمة شركات الاتصالات من الحكومة.

### النرويج
توفر إدارة العمل والرفاهية النرويجية (أن إيه في) خدمة النقل الوطنية للنرويج. بدأت الخدمة في عام 2008 واستخدامها في تزايد.

### إسبانيا
تتوفر خدمة بث الفيديو في إسبانيا منذ سبتمبر 2009. المنصة التي تقدم هذه الخدمة تسمى أس فيجيوال. وهي تسمح للأشخاص الصم وضعاف السمع بالتواصل مع الأشخاص الذين يسمعون. ويتم تقديم الخدمة بلغة الإشارة الإسبانية ولغة الإشارة الكتالونية. ويمكن للعملاء تنزيل تطبيق برمجي فيديو مجاني على هواتفهم أو أجهزتهم اللوحية، أو الوصول إلى موقع أس فيجيوال على أجهزة الكمبيوتر الخاصة بهم. وتعمل الخدمة 24 ساعة يومياً طوال أيام السنة.

### السويد
كانت السويد أول دولة في العالم تنفذ نظام تسجيل القيمة النقدية العامة بدعم كامل من الحكومة. حيث بدأت الخدمة كمشروع تجريبي في عام 1996 لهواتف الفيديو آي أس دي أن لكنها بدأت في تقديم خدمات تعتمد على بروتوكول أس آي بيه في عام 2003. وفي الوقت الحالي تعد خدمة بث الفيديو السويدية الأكبر في أوروبا بمتوسط 110,000 دقيقة شهريًا.
وهناك خدمة وطنية واحدة للبلاد يتم الحصول عليها عن طريق العطاءات المقدمة إلى الوكالة الوطنية للاتصالات والبريد (بيه تي أس) كل أربع سنوات.
يتم تقديم هذه الخدمة من قبل شركة إيفانتيا أوي مع مراكز الاتصال في أوريبرو وأوبسالا وجوتلاند.
كما يمكن للعملاء تنزيل تطبيق برمجي للفيديو من مزود الخدمة أو استخدام تطبيق قائم على الويب أو الوصول إلى الخدمة باستخدام سكايب وبرامج أس آي بي التابعة لجهات خارجية.

### المملكة المتحدة

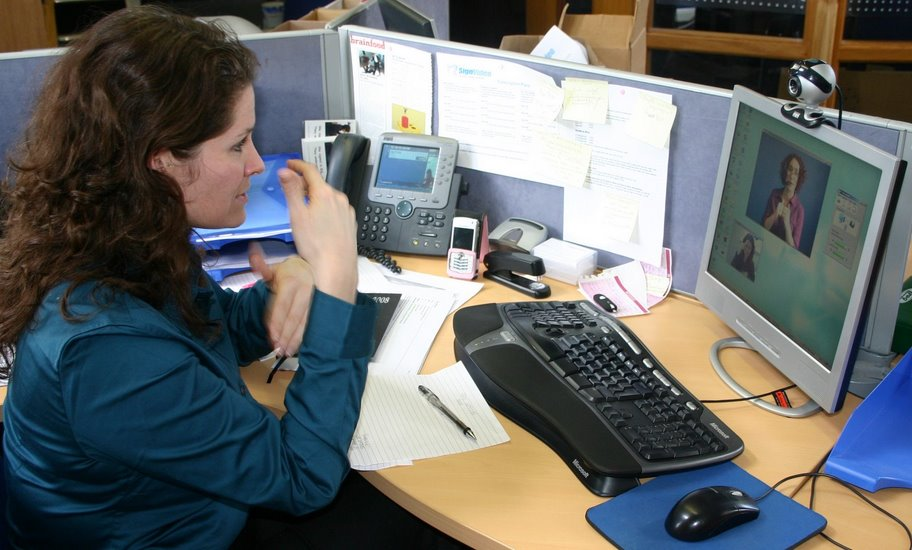
شخص في مكان عمله يتواصل مع شخص يسمع عبر مترجم فيديو (VI) واستخدام لغة الإشارة.

كانت شركة سيجنيفكنت (المملكة المتحدة) المحدودة وهي مؤسسة اجتماعية يقودها الصم والبكم ولغة الإشارة أول من أسس خدمة نقل الفيديو عبر بروتوكول الإنترنت في عام 2004 في لندن. ويستعين مركز الاتصال تسجيل الفيديو بمترجمي لغة الإشارة المؤهلين والمسجلين، وقد نجح في معالجة مكالمة الفيديو رقم 10000 في عام 2006. وقد أبرمت عقوداً وطنية مع هيئة الوصول إلى العمل والخدمات الصحية الوطنية لتوفير خدمات الترجمة عن بعد عبر الفيديو في جميع أنحاء المملكة المتحدة. في عام 2010، قدمت شركة سيجنيفكنت مجموعة آي ساين فيديو من هواتف الفيديو وخدمة مكالمات الفيديو عبر الويب تسجيل الفيديو أس في2. هذه الخدمة متوافقة مع مفهوم المحادثة الشاملة.
بي أس أل هي خدمة في آر أس الوطنية لاسكتلندا وهي مجانية لمستخدميها. وقد تم الحصول على هذه الخدمة من قبل الحكومة الاسكتلندية وهي متوافقة مع معايير المحادثة الشاملة.

### الولايات المتحدة
في الولايات المتحدة خضعت خدمات الفي آر أس لتنظيم لجنة الاتصالات الفيدرالية الأمريكية (أف سي سي) منذ عام 2002.

#### دعم التجارب الأولية في تكساس
كان إد بوسون من لجنة المرافق العامة في تكساس (بيه يو سي) قد تصور أن الأشخاص الصم يمكنهم التواصل باستخدام هواتف الفيديو قبل أكثر من 10 سنوات من بدء لجنة الاتصالات الفيدرالية في تعويضهم عن ذلك. وقد اتصل بوسون بمارك سيجر من سبرينت ريلاي وناقشا الاحتمالات. وبعد ذلك اتصل سيجر بفنيين سبيرنت لمعرفة ما إذا كان الاقتراح قابلاً للتنفيذ ثم اقترح أن يعرض بوسون الفكرة على لجنة المرافق العامة في تكساس.
وقد استغرق الأمر من بوسون وقتًا طويلاً لإقناع لجنة المرافق العامة في تكساس والحصول على مساعدة من محامٍ في الترجمة. فلقد أقنع مشرفه أولاً ثم أقنع مفوضي هيئة المرافق العامة واحدًا تلو الآخر بأن خدمة نقل الفيديو يجب أن تصبح جزءًا من خدمة نقل الاتصالات على مستوى الولاية. وتم تفويض شركة بوسون لإدارة أولى تجارب خدمة نقل الفيديو، وأصبحت شركة سبيرنت أول مزود خدمة يجري اختبارات خدمة نقل الفيديو في تكساس. وفي وقت لاحق حصل بوسون على جوائز وطنية من مؤسسة سميثسونيان كمبيوتر وورلد ومؤسسة تي دي آي عن عمله مع في آر أس.

#### المحاكمات الأولية في تكساس
في عام 1995 أجرت شركة سبرينت أول تجربة في أوستن وكانت مقتصرة على أربعة مراكز اتصال عامة.
وأُجريت المحاكمة الثانية في عام 1997 وشملت عشر مدن في تكساس. في تلك المرحلة دخلت شركتا سبرينت والترجمة الفورية هانوايف في شراكة لتقديم الخدمة. عمل جون هودسون من شركة الاتصالات سورنسون مع إد بوسون خلال المراحل المبكرة وقام بتوفير برنامج مؤتمرات الفيديو أثناء تجربة الفي آر أس في تكساس. (في هذه المرحلة، كانت الخدمة تسمى "الترجمة الفورية عبر الفيديو" أو في آر آي وهو الاسم الذي يشير الآن إلى الترجمة الفورية عبر الفيديو عن بعد. يُنسب إلى ليندا نيلسون تغيير المصطلح من في آر آي إلى في آر أس.) وفي وقت لاحق تم شراء خدمة الترجمة الفورية هانويف بواسطة خدمة الاتصالات للصم وقامت سبرينت بتوسيع عقدها الفرعي للتتابع ليشمل خدمات في آر أس بالإضافة إلى خدمات تي آر أس القائمة.
كذلك في عام 2002 قامت واشنطن وتكساس باختبار نظام في آر أس على شبكة الإنترنت حيث قدم سي أس دي في آر أس خدمات في آر أس عبر الإنترنت لسكان واشنطن.

#### التنفيذ في جميع أنحاء الولايات المتحدة
في عام 2000 أصبح نظام في آر أس متاحًا رسميًا في جميع أنحاء ولاية تكساس. وفي عام 2002 سمحت لجنة الاتصالات الفيدرالية بسداد تكاليف مقدمي خدمات في آر أس بين الولايات من خلال إدارة صندوق تي آرس بين الولايات، مما جعل الولايات المتحدة ثاني دولة بعد السويد تدعم الفي آر أس على المستوى الفيدرالي في جميع أنحاء البلاد.

#### لائحة في آر أس للولايات المتحدة
لجنة الاتصالات الفيدرالية (أف سي سي) هي الهيئة التنظيمية لنظام في آر أس في الولايات المتحدة. بالإضافة إلى الإشراف على خدمات ترحيل الاتصالات تشرف لجنة الاتصالات الفيدرالية أيضًا على خدمات ترحيل الاتصالات (تي آر أس) والتي تطور منها الإطار التنظيمي لخدمات ترحيل الاتصالات. وتشرف لجنة الاتصالات الفيدرالية على تي آر أس وفي آر أس نتيجة لولايتها في قانون الأمريكيين ذوي الإعاقة (إيه دي إيه) لتسهيل أحكام الوصول المتساوي للأفراد ذوي الإعاقة عبر شبكة الهاتف.
تم إنشاء صندوق تتابع الاتصالات بين الولايات من قبل لجنة الاتصالات الفيدرالية لتمويل التي آر أس وتم توسيع نطاقه ليشمل الفي آر أس. يأتي تمويل نظام التي آر أس من الضرائب الحكومية من خلال تعديلات الأسعار أو فرض رسوم إضافية على فواتير الهاتف المحلية. ويتم تحديد الضريبة على الإيرادات من قبل لجنة الاتصالات الفيدرالية سنويًا وقد كانت تتزايد باطراد مع استمرار ارتفاع عدد دقائق الفي آر أس. وبالنسبة لعام 2007 بلغت الضريبة 7.2/100 من البنس لكل دولار من الإيرادات، مقارنة بـ 3.8/100 من البنس في عام 2000. حيث من المتوقع أن تولد ضريبة الإيرادات الحالية البالغة 0.0072 دولارًا 553 دولارًا مليون دولار مقابل إيرادات صناعة الاتصالات البالغة 76.8 مليون دولار مليار. يتم إدارة الصندوق من قبل الرابطة الوطنية لشركات التبادل (أن إي سي إيه) والتي تدير أيضًا صندوق الخدمة الشاملة الأكبر بكثير وتنشر معدلات التعويض المدفوعة لجميع مقدمي خدمات التتابع.
بالإضافة إلى تنظيم تمويل الفي آر أس تنظم لجنة الاتصالات الفيدرالية المعايير التي يجب على شركات الفي آر أس وموظفيها اتباعها في التعامل مع المكالمات. وتضمن هذه اللوائح التعامل مع مكالمات الفي آر أس بشكل مناسب وأخلاقي.
تتضمن الأحكام الصادرة عن لجنة الاتصالات الفيدرالية الأمريكية ما يلي:
- الوقت الذي يستغرقه المترجم للرد على مكالمة الفي آر أس واردة. اعتبارًا من 1 يوليو 2006 حيث يتعين على مقدمي خدمة الفي آر أس الرد على 80% من المكالمات خلال دقيقتين ونصف. وابتداءً من 1 يناير 2007 يتعين على مقدمي خدمات الفي آر أس الرد على 80% من المكالمات خلال دقيقتين.
- اعتبارًا من 1 يناير 2006 أصبح من المطلوب من جميع مقدمي خدمات الفي آر أس تقديم الخدمة على مدار 24 ساعة في اليوم وسبعة أيام في الأسبوع.
- تعويض عن بريد الفيديو في آر أس: إذا اتصل شخص سليم السمع بمستخدم لغة الإشارة ولكن لم يكن هناك إجابة يوقع في آي على رسالة ويسلمها إلى البريد الإلكتروني لمستخدم لغة الإشارة على غرار جهاز الرد الآلي. وفي السابق لم يتم تعويض هذه الخدمة وكان يتم تحمل تكلفتها من قبل مزود الفي آر أس.
- لا يجوز لمزودي خدمة الفي آر أس "إعادة الاتصال" عندما يقوم العميل بإغلاق الهاتف قبل إجراء مكالمة في آر أس.
- يجب على مزودي خدمة الفي آر أس معالجة المكالمات التي تنشأ أو تنتهي في الولايات المتحدة أو أراضيها فقط. فعلى سبيل المثال يجوز لشخص مقيم في كندا استخدام خدمة الفي آر أس في الولايات المتحدة للاتصال بشخص مقيم في الولايات المتحدة ولكن ليس بشخص آخر مقيم في كندا.

#### "برنامج اعتماد" لجنة الاتصالات الفيدرالية الأمريكية (أف سي سي) لعام 2005
في 12 ديسمبر 2005 أصدرت اللجنة أمرًا باعتماد قواعد جديدة تسمح لشركات الاتصالات التي ترغب في تقديم خدمات تتابع الآي بيه والفي آر أس وتلقي المدفوعات من الصندوق بالسعي للحصول على شهادة كمقدم مؤهل للحصول على تعويض من الصندوق. إذ يعكس السجل أن الكيانات الأخرى التي ترغب في تقديم الفي آر أس لم تتمكن من الانضمام إلى برنامج حكومي معتمد.
(i) وصف نماذج تي آر أس التي سيتم تقديمها (أي في آر أس وتتابع الآي بيه و/أو آي بيه السي تي أس) (ii) وصف لكيفية تلبية المزود لجميع معايير الحد الأدنى الإلزامية غير المعفاة منها والتي تنطبق على كل نموذج من أشكال التي آر أس المقدمة (iii) وصف لإجراءات المزود لضمان الامتثال لجميع قواعد تي آر أس المعمول بها (iv) وصف لإجراءات الشكوى لدى المزود (v) سرد يصف أي مجالات تختلف فيها خدمة المزود عن معايير الحد الأدنى الإلزامية المعمول بها (vi) سرد يثبت أن الخدمات التي تختلف عن معايير الحد الأدنى الإلزامية لا تنتهك معايير الحد الأدنى الإلزامية المعمول بها (vii) إثبات الحالة كشركة نقل مشتركة (viii) بيان بأن المزود سوف يقدم تقارير امتثال سنوية تثبت استمرار الامتثال لهذه القواعد.
وتنص القواعد أيضًا على أنه بعد مراجعة الوثائق المقدمة ستصدر اللجنة شهادة تفيد بأن مقدم خدمات الآي بيه ريليي والفي آر أس والآي بيه سي تي أس مؤهل للحصول على تعويض من الصندوق إذا قررت اللجنة أن وثائق الشهادة:
واعتبارًا من عام 2009 كان هناك ستة مقدمي خدمات معتمدين أصبحوا مؤهلين للحصول على تعويض من صندوق التي آر أس بموجب القواعد التي دعا إليها داريل كروس ودعمها آخرون في الصناعة.

#### القضايا في إدارة الفي آر أس بالولايات المتحدة
- لدى مقدمي خدمات الفي آر أس المتنافسين مخططات ترقيم غير متوافقة.
- الربط بين شبكة الهاتف المرئي المعتمدة على بروتوكول الإنترنت وشبكة الهاتف العالمية.
- يواجه مزودو خدمة الفي آر أس صعوبات في توجيه مكالمات 911 إلى نقطة الرد على السلامة العامة (بيه أس إيه بيه) المناسبة. فعندما يقوم مستخدم الفي آر أس بطلب الرقم 911 يتم تسليم المكالمة أولاً إلى الفي آر أس كما هو الحال مع أي مكالمة أخرى يتم إجراؤها. ومع ذلك عندما يحاول مترجم الفي آر أس الاتصال بنقطة بيه أس إيه بيه المحلية للمستخدم يتم بدلاً من ذلك توصيل المكالمة بنقطة بيه أس إيه بيه التي تخدم موقع مزود الفي آر أس. وبالإضافة إلى ذلك فإن المعلومات المعروضة في مركز خدمات الطوارئ العامة ستكون خاصة بمزود خدمة الفي آر أس وليس بمستخدم خدمة الفي آر أس.
- من أجل توجيه مكالمات الطوارئ والمعلومات الدقيقة إلى مركز خدمات الطوارئ العامة المناسب يمكن لمزودي خدمة الفي آر أس إرسال معلومات المكالمة إلى خدمة توجيه المكالمات الوطنية. وتحدد هذه الخدمة مركز البيه أس إيه بيه المحلي المناسب لمستخدم الفي آر أس وتنقل مكالمة 911 الخاصة بمترجم الفي آر أس وفقًا لذلك. كما يمكن بعد ذلك لمستخدم الفي آر أس التواصل مع موجه مركز خدمات الطوارئ العامة عبر مترجم في آر أس من أجل تلقي خدمات الطوارئ المناسبة.[29] الاتحاد الأوروبي يعمل على تحسين إمكانية الوصول إلى خدمات الطوارئ 112 للأشخاص ذوي الإعاقة. ويهدف مشروع يصل112 إلى تنفيذ برنامج تجريبي لمدة 12 شهرًا في السويد والمملكة المتحدة وهولندا وفرنسا وإسبانيا للسماح للمستخدمين ذوي الإعاقة بالتواصل عن بعد مع بعضهم البعض وبشكل مباشر مع خدمات الطوارئ.
- وتخضع صناعة التسجيلات الصوتية للبريد للتحقيق من قبل لجنة الاتصالات الفيدرالية وخدمة التفتيش البريدي الأمريكية ومكتب التحقيقات الفيدرالي بسبب أنشطة احتيالية مزعومة تهدف إلى "تصنيع" المحاضر. وقد قام مكتب التحقيقات الفيدرالي بمداهمة مكاتب العديد من مقدمي خدمات الفي آر أس في يونيو 2009 وأصدر أوامر واتهامات بالاحتيال.[30] وقد قدم مكتب المفتش العام التابع للجنة الاتصالات الفيدرالية عرضًا في مؤتمر أر آي دي في فيلادلفيا ينبه الميدان إلى المشكلة ويحث جميع المعنيين على عدم التسامح مع مثل هذا النشاط من خلال الإبلاغ عنه إلى لجنة الاتصالات الفيدرالية.[31]
- في 19 نوفمبر/تشرين الثاني 2009 كشف مكتب التحقيقات الفيدرالي عن اتهامات ضد 26 شخصاً متهمين بالتورط في مخطط لسرقة ملايين الدولارات من برنامج خدمة نقل الفيديو (في آر أس) التابع للجنة الاتصالات الفيدرالية (أف سي سي). وتم إجراء الاعتقالات في نفس اليوم من قبل وكلاء مكتب التحقيقات الفيدرالي ومفتشي البريد في نيويورك ونيوجيرسي وفلوريدا وتكساس وبنسلفانيا وأريزونا ونيفادا وأوريجون وميريلاند وكانت نتيجة تحقيق مشترك بين مكتب التحقيقات الفيدرالي وخدمة تفتيش البريد الأمريكية (يو أس بيه آي أس) ومكتب المفتش العام للجنة الاتصالات الفيدرالية (أف سي سي-أوه آي جي) في مخطط وطني للاحتيال على برنامج الفي آر أس التابع للجنة الاتصالات الفيدرالية.

وجهت الاتهامات إلى مالكي وموظفي ومقاولي العديد من الشركات بالتورط في مخطط للاحتيال على برنامج الفي آر أس التابع للجنة الاتصالات الفيدرالية:
- شركة الاتصالات الحيوية في روكفيل بماريلاند
- شركة ماستر للاتصالات ذات المسؤولية المحدودة في لاس فيغاس
- شركة شركة كوالالمبور للاتصالات ذ في فينيكس
- شركة ماسكوم المحدودة المسؤولية في أوستن بتكساس
- خدمات الترجمة للصم وضعاف السمع (دي أتش آي أس) في نيويورك ونيوجيرسي
- خدمات الاتصالات المبتكرة للصم
- تامارا فرانكل وروبرت روبيك وبنيامين بينا من أريزونا

## التفاصيل الفنية

### إجراءات الاتصال النموذجية في الولايات المتحدة
عادة:
1. الشخص الذي يتواصل عن طريق لغة الإشارة الأمريكية أو أي شكل آخر من أشكال الاتصال اليدوي مثل لغة الإشارة الإنجليزية الدقيقة أو لغة الإشارة التلامسية (لغة الإشارة البسيطة) أو الكلام الإشاري أو لغويات اللغة الإنجليزية المرئية يستخدم هاتف فيديو أو جهاز فيديو آخر مثل كاميرا الويب للاتصال عبر الإنترنت عريض النطاق بخدمة نقل الفيديو.
2. يتم توجيه المتصل إلى مترجم لغة الإشارة المعروف باسم مترجم الفيديو (في آي). ويكون السادس أمام كاميرا أو هاتف فيديو.
3. يعطي مستخدم الفيديو للفي آي رقمًا صوتيًا للاتصال به بالإضافة إلى أي تعليمات اتصال خاصة.
4. يقوم في آي بإجراء المكالمة وتفسيرها كطرف ثالث محايد وغير مشارك. أي شيء يقوله مستخدم الصوت يتم توقيعه لمستخدم الفيديو وأي شيء يتم توقيعه بواسطة مستخدم الفيديو يتم التحدث به لمستخدم الصوت.
5. بمجرد انتهاء المكالمة يمكن للمتصل إجراء مكالمة أخرى أو إنهاء المكالمة مع المترجم.
6. وستقوم الشركة التي تقدم خدمات الترجمة بعد ذلك بتقديم الفواتير إلى لجنة الاتصالات الفيدرالية.

يمكن للأشخاص الذين يتمتعون بصحة جيدة أيضًا الاتصال بشخص أصم أو ضعيف السمع أو يعاني من إعاقة في النطق عبر الفي آر أس. لبدء مكالمة يقوم الشخص السليم بالاتصال بنظام في آر أس ويتصل بمترجم فيديو والذي يقوم بعد ذلك بالاتصال بمستخدم الفيديو.
- نقل الصوت: يمكن لمستخدم الفيديو استخدام صوته بدلاً من أن يتحدث المترجم؛
- نقل السمع: يمكن لمستخدم الفيديو الاستماع بنفسه بدلاً من الاعتماد على المترجم؛
- تفضيل اللغة: يطلب مستخدم الفيديو من المترجم استخدام لغة الإشارة الأمريكية؛
- القدرة على الاتصال بمترجم لغة الإشارة الذي يمكنه الترجمة إلى لغة أخرى مثل الإسبانية.

### الأسماء والمصطلحات الوصفية للاتصالات المرئية
لا يعد اسم الفيديوفون موحدًا مثل نظيره السابق الهاتف مما أدى إلى استخدام مجموعة متنوعة من الأسماء والمصطلحات في جميع أنحاء العالم وحتى داخل نفس المنطقة أو البلد. تُعرف أجهزة الفيديو فون أيضًا باسم هواتف الفيديو (أو فيديو فون) وغالبًا ما تكون باسم العلامة التجارية المبكرة "الهاتف المصور" والذي كان أول هاتف فيديو تجاري في العالم يتم إنتاجه بكميات كبيرة. وقد دخل الاسم المركب "الفيديوفون" ببطء إلى الاستخدام العام بعد عام 1950 على الرغم من أن "الهاتف المرئي" ربما دخل المعجم في وقت سابق بعد صياغة "الفيديو" في عام 1935. تختلف مكالمات الفيديو (وتسمى أيضًا: مكالمات الفيديو والدردشة المرئية) عن مؤتمرات الفيديو في أنها تتوقع خدمة الأفراد وليس المجموعات. ومع ذلك أصبح هذا التمييز غير واضح بشكل متزايد مع تحسينات التكنولوجيا مثل زيادة النطاق الترددي وبرامج العملاء المتطورة التي تسمح لأطراف متعددة في المكالمة. وفي الاستخدام اليومي العام يتم استخدام مصطلح مؤتمر الفيديو بشكل متكرر بدلاً من مكالمة الفيديو للمكالمات من نقطة إلى نقطة بين وحدتين. وقد يُشار الآن أيضًا إلى مكالمات الفيديو ومؤتمرات الفيديو بشكل شائع باسم رابط الفيديو.
تُعد كاميرات الويب أجهزة شائعة ومنخفضة التكلفة نسبيًا ويمكنها توفير بث فيديو وصوت مباشر عبر أجهزة الكمبيوتر الشخصية ويمكن استخدامها مع العديد من عملاء البرامج لكل من مكالمات الفيديو ومؤتمرات الفيديو.
يعتبر نظام مؤتمرات الفيديو أعلى تكلفة بشكل عام من نظام الهاتف المرئي وينشر قدرات أكبر. كما يسمح مؤتمر الفيديو (المعروف أيضًا باسم مؤتمر الفيديو عن بعد) لموقعين أو أكثر بالتواصل عبر عمليات نقل فيديو وصوت ثنائية الاتجاه مباشرة ومتزامنة. حيث يتم تحقيق ذلك غالبًا باستخدام وحدة تحكم متعددة النقاط (نظام توزيع مركزي وإدارة مكالمات) أو من خلال إمكانية متعددة النقاط غير مركزية مماثلة مضمنة في كل وحدة مؤتمرات فيديو. مرة أخرى تجاوزت تحسينات التكنولوجيا التعريفات التقليدية من خلال السماح بعقد مؤتمرات فيديو متعددة الأطراف عبر تطبيقات تعتمد على الويب. هناك مقالة منفصلة على صفحة الويب مخصصة لمؤتمرات الفيديو.
نظام التواجد عن بعد هو نظام وخدمة مؤتمرات الفيديو المتطورة التي تستخدمها عادةً المكاتب المؤسسية على مستوى المؤسسات. وتستخدم غرف مؤتمرات التواجد عن بعد تصميمات غرف متطورة وكاميرات فيديو وشاشات وأنظمة صوتية ومعالجات إلى جانب عمليات نقل النطاق الترددي ذات السعة العالية إلى العالية جدًا.
تشمل الاستخدامات النموذجية للتقنيات المختلفة الموضحة أعلاه الاتصال أو عقد المؤتمرات على أساس واحد لواحد أو واحد للعديد أو العديد للعديد للاستخدام الشخصي أو التجاري أو التعليمي أو خدمة نقل الفيديو للصم أو الاستخدام أو الخدمات الطبية عن بعد أو التشخيصية أو التأهيلية. كما يتم إنشاء أو تطوير خدمات جديدة تستخدم مكالمات الفيديو ومؤتمرات الفيديو، مثل قيام المعلمين وعلماء النفس بإجراء جلسات عبر الإنترنت ومكالمات الفيديو الشخصية للسجناء المسجونين في السجون ومؤتمرات الفيديو لحل مشكلات هندسة الطيران في مرافق الصيانة بشكل مستمر.

## روابط خارجية
- باللغة الروسية Videophone usage for the deaf in Russia
- FCC TRS Rules
- REACH 112
- Orebro region unfair competition

## قراءة إضافية
- فيجليولا، باتريشيا مولوني. خدمة نقل الفيديو: تمويل البرنامج والإصلاح. واشنطن العاصمة: دائرة أبحاث الكونجرس ، 2013.
- كيتنج، إليزابيث؛ ميرس، جين. " لغة الإشارة الأمريكية في الفضاء الافتراضي: التفاعلات بين مستخدمي الصم لاتصالات الفيديو بوساطة الكمبيوتر وتأثير التكنولوجيا على ممارسات اللغة "، مطبعة جامعة كامبريدج ، اللغة في المجتمع، نوفمبر 2003، المجلد. 32، رقم 5، ص. 693–714. عنوان URL الثابت للمقالة DOI: لغة الإشارة الأمريكية في الفضاء الافتراضي: التفاعلات بين مستخدمي الصم لاتصالات الفيديو بوساطة الكمبيوتر وتأثير التكنولوجيا على ممارسات اللغة.